# Fornåsa församling

Fornåsa församling vapen

Fornåsa församling är en församling i Linköpings stift inom Svenska kyrkan. Församlingen ingår i Borensbergs pastorat och ligger i Motala kommun i Östergötlands län. Församlingen utökades 2008.

## Administrativ historik
Församlingen har medeltida ursprung. 
Församlingen utgjorde under medeltiden ett eget pastorat, var därefter till 2008 moderförsamling i pastoratet Fornåsa och Lönsås som mellan 1 maj 1928 och 1962 utökades med Skeppsås och Älvestads församlingar, utökades 1962 med Asks  och Ekebyborna församlingar samt från 1974 åter med Älvestads församling. Den 1 januari 2008 uppgick pastoratets församlingar: Asks församling, Ekebyborna församling, Lönsås församling och Älvestads församling i Fornåsa församling. Från 2014 ingår församlingen i Borensbergs pastorat.

## Kyrkoherdar
Lista över kyrkoherdar. Prästbostaden låg vid Fornåsa kyrka.
| Ämbetstid | Namn                            | Levnadstid | Övrigt                    |
| --------- | ------------------------------- | ---------- | ------------------------- |
| 1515–1527 | Andreas Petri                   |            |                           |
| 1537      | Hemmingius Haraldi              |            |                           |
| 1566–1596 | Sigfridus Svenonis              | Död 1596   |                           |
| 1598–1622 | Laurentius Andreae              | Död 1622   |                           |
| 1623–1644 | Petrus Magni                    | Död 1644   | Prost och kontraktsprost. |
| 1645–1670 | Andreas Hornerus (Cornukindius) | 1607–1670  |                           |
| 1672–1717 | Johannes Rydelius               | 1634–1717  | Prost och kontraktsprost. |
| 1713–1716 | Anders Nelander                 | 1672–1716  |                           |
| 1718–1721 | Magnus Öring                    | 1682–1721  |                           |
| 1722–1734 | Samuel Dahl                     | 1682–1734  |                           |
| 1737–1761 | Anders Gråsten                  | 1694–1761  |                           |
| 1762–1788 | Daniel Wallman                  | 1711–1788  | Prost.                    |
| 1791–1809 | Petrus Knoop                    | 1742–1809  |                           |
| 1811–1830 | Daniel Peter Wallman            | 1756–1830  |                           |
| 1832–1855 | Per Daniel Sjödin               | 1788–1855  | Prost.                    |
| 1859–1863 | Anders Wilhelm Staal            | 1785–1863  |                           |
| 1864–1876 | Johan Wannstedt                 | 1804–1876  |                           |
| 1878–1890 | Anders Johan Rosberg            | 1826–1908  |                           |
| 1891–1913 | Gustaf Hansson Edmark           | 1842–1913  |                           |
| 1914–     | Kristofer Jakob Sahlin          | 1863–      |                           |
| 1959–1965 | Frithiof Brunius                | 1907–1983  |                           |
| 1975–1984 | Göran Ulfner                    | 1942–      | [ 7 ]                     |

## Organister och klockare
| Ämbetstid | Namn                     | Levnadstid | Övrigt                        |
| --------- | ------------------------ | ---------- | ----------------------------- |
| 1720-1729 | Måns Svensson            | 1667-1729  | Klockare                      |
| 1738-1753 | Johan Olsson             | 1700-1753  | Klockare                      |
| 1755-1766 | Daniel Bengtsson Askblad | 1734-      | Klockare                      |
| 1767-1772 | Göran Sjöholm            | -1821      | Klockare                      |
| 1773-1786 | Lars Hagberg             | 1751-1786  | Organist och klockare         |
| 1786-1806 | Carl Hindric Örtegren    | 1761-1806  | Organist och klockare         |
| 1806-1867 | Abraham Vestell          | 1785-1867  | Organist och klockare         |
| 1867-1898 | Carl Örnell              | 1826-1898  | Organist, klockare och kantor |
| 1899-1920 | Albert Strand            | 1858-1920  | Organist, klockare och kantor |
| 1921-1943 | Ernst Witthammar         | 1882-1966  | Organist, klockare och kantor |
| 1944-1980 | Sven Carlsvärd           | 1911-1980  | Organist, klockare och kantor |

## Körverksamhet
1952 bildade kantorn Sven Carlsvärd kören Fornåsa kyrkokören. När kantor Ulla-Maja Strand tog över, bytte den namn till Vox Humana.

## Kyrkobyggnader
- Älvestads kyrka
- Fornåsa kyrka
- Lönsås kyrka
- Asks kyrka
- Ekebyborna kyrka